# All Out (2025)
All Out 2025 será un evento de pago por visión (PPV) de lucha libre profesional producido por All Elite Wrestling (AEW). Será el séptimo evento anual All Out y se llevará a cabo el 20 de septiembre de 2025 en el Scotiabank Arena en Toronto, Ontario, Canadá. Esta será la primera vez que All Out se llevará a cabo fuera del área metropolitana de Chicago y la primera vez que se llevará a cabo fuera de los Estados Unidos.

## Producción

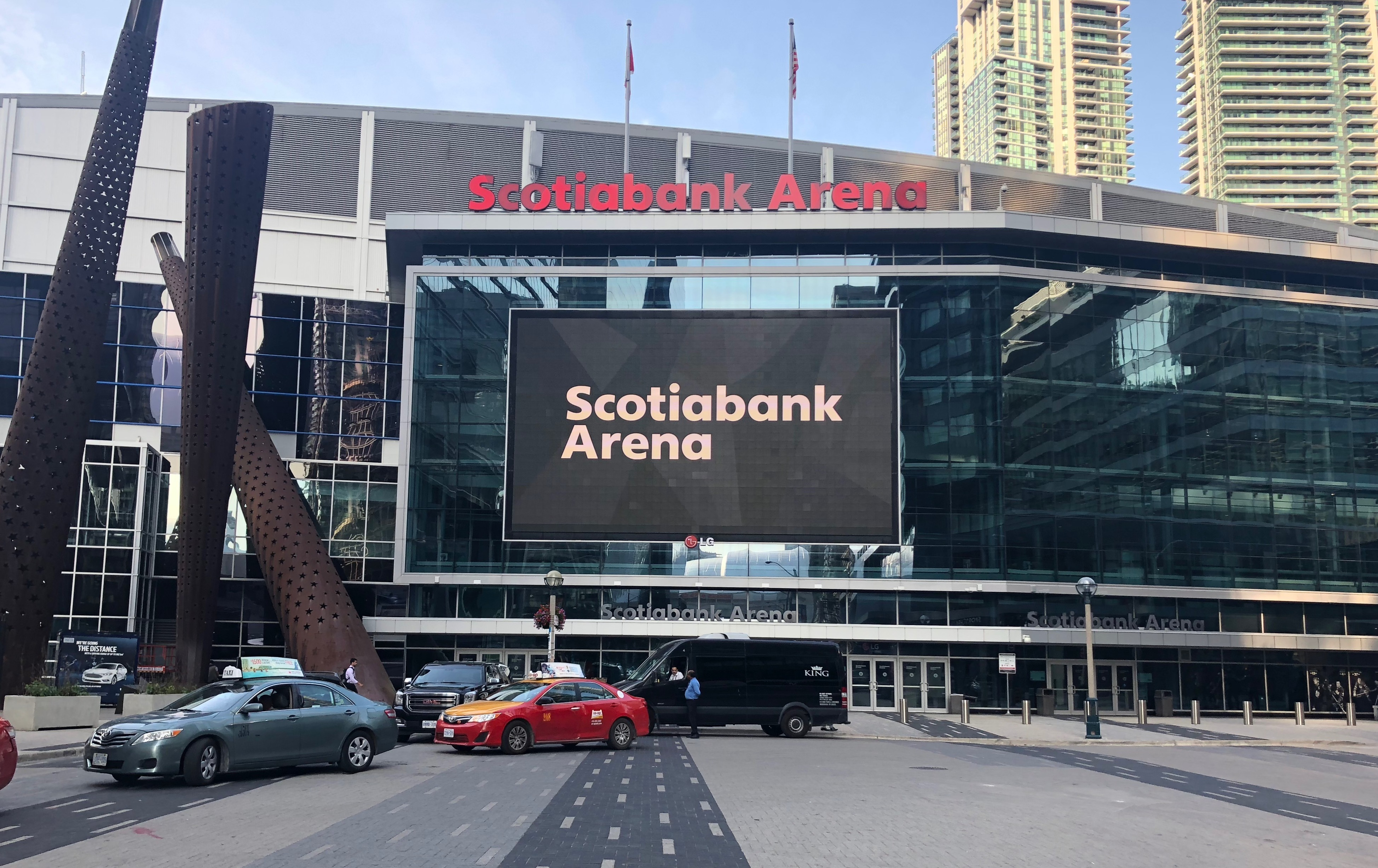
El Scotiabank Arena en Toronto, Ontario.

All Out es un evento anual de pago por visión (PPV) de lucha libre profesional organizado por All Elite Wrestling (AEW) desde 2019. Es uno de los Big Five («Cinco Grandes») de AEW, que también incluye Double or Nothing, All In, Full Gear y Revolution, sus cinco programas anuales más grandes producidos durante todo el año.
El 20 de mayo de 2025, el Toronto Sun informó que la séptima edición anual de All Out se llevaría a cabo el sábado 20 de septiembre de 2025 en el Scotiabank Arena en Toronto, Ontario, Canadá rompiendo la tradición de AEW de organizar el evento en el área metropolitana de Chicago y, posteriormente, en los Estados Unidos, ya que todos los eventos anteriores de la era de la pandemia no COVID-19 se llevaron a cabo en el Now Arena del suburbio de Chicago de Hoffman Estates, Illinois, o en el United Center de Chicago para el evento de 2023. También marcará el segundo evento PPV de AEW que se llevará a cabo en Canadá y en este lugar, después de Forbidden Door en 2023.